# Publius Cornelius Scipio Nasica Serapio
Publius Cornelius Scipio Nasica Serapio was consul in 138 voor Christus.
Hij had een groot aandeel in de moord op Tiberius Gracchus. Om hem te redden van de wraak van de populares werd hij door de senaat op een valse missie gestuurd naar Azië, aangezien hij pontifex maximus was. Hij stierf kort daarna in Pergamum. 
De bijnaam ‘Serapio’ werd hem gegeven door de volkstribuun Gaius Curatius, door zijn gelijkenis met een zekere Serapio, handelaar in offerslachtoffers. Diezelfde tribuun gooide Serapio en zijn mede-consul, Decimus Junius Brutus, in de cel.